# Seeschlacht in der Køgebucht (1677)
Rathenow – Nauen – Fehrbellin – Wismar – Wolgast 1675 – Wolgast 1676 – Bornholm – Öland – Peenemünder Schanze – Stettin (1677) – Køgebucht – Bergen – Warksow – Rügen (1678) – Stralsund (1678) – Greifswald – Tilsit – Splitter – Telschi – Porta Westfalica
Die Seeschlacht in der Køgebucht war eine Seeschlacht während des sogenannten Schonischen Krieges (1674–1679), einem selbstständigen Nebenkriegsschauplatz des Holländischen Krieges. Die Auseinandersetzung wurde zwischen der dänischen und der schwedischen Flotte bestritten. Die Schlacht fand am 1. Julijul. / 11. Juli 1677greg. und 2. Julijul. / 12. Juli 1677greg. vor der Südostküste der dänischen Insel Seeland, im Süden der der Hafenstadt Køge vorgelagerten Bucht, statt. Der zweitägige Kampf endete mit einer schweren Niederlage der schwedischen Flotte. 

## Vorgeschichte
Nach der Seeschlacht bei Öland (1676), die mit schweren Verlusten der schwedischen Marine geendet hatte, hatte die schwedische Flotte fast ein Jahr lang in den Heimatstützpunkten gelegen, was dazu geführt hatte, dass die dänische Flotte (und die Schiffe der mit den Dänen verbündeten Holländer) in der Folgezeit fast unangefochten die westliche Ostsee hatte beherrschen können. Dies hatte unter anderem den Verbündeten die ungestörte Anlandung eines dänischen Heeres bei Helsingborg ermöglicht. Erst im Mai 1677 waren, nach einer Neu- und Reorganisation der schwedischen Flotte, wieder vereinzelt schwedische Kriegsschiffe in die westliche Ostsee ausgelaufen. Dabei erlitt jedoch am 1. Junijul. / 11. Juni 1677greg. ein kleineres schwedisches Geschwader von neun Schiffen nahe der Insel Møn eine empfindliche Niederlage (Seeschlacht bei Møn) gegen einen stärkeren dänischen Verband und verlor sechs zumeist kleinere Kriegsschiffe. Außerdem geriet der neue schwedische Flottenoberbefehlshaber, der erst 29 Jahre alte Baron und Admiral Erik Carlsson Sjöblad, in dänische Gefangenschaft. Nach dieser neuerlichen Niederlage entschloss sich die schwedische Admiralität, mit einem großangelegten Vorstoß in die westliche Ostsee den Dänen die Seeherrschaft dort endgültig wieder zu entreißen. Der Zeitpunkt hierfür erschien der schwedischen Führung günstig, da die dänische Flotte einerseits mit der Sicherung von Truppentransporten nach Schonen beschäftigt war und andererseits weil die mit den Dänen verbündeten Holländer ihr Geschwader und ihren erfahrenen Admiral Cornelis Tromp, der mit zum Sieg der Dänen bei Öland beigetragen hatte, wegen der Kämpfe gegen Frankreich zeitweilig nach Holland abgezogen hatten. Zwar rüsteten die Holländer für ein neuerliches Eingreifen in die Kämpfe auf der Ostsee, aber die schwedische Admiralität war sich der Tatsache bewusst, dass dieses neu aufgestellte holländische Geschwader im Falle eines raschen schwedischen Vorstoßes nicht mehr rechtzeitig eintreffen würde, um sich noch vor einer möglichen Schlacht mit der dänischen Flotte vereinigen zu können.

## Ausgangssituation

### Lage der Dänen
Die dänische Flotte stand unter dem Befehl des erfahrenen Admirals Niels Juel (1629–1697), welcher bereits (unter der Führung Tromps) bei Öland mit zum Sieg der Verbündeten beigetragen hatte und der der schwedischen Flotte auch die empfindliche Niederlage bei Møn hatte beibringen können. Admiral Juel führte die dänische Flotte von Bord seines Flaggschiffes Christianus Quintus (84 Kanonen) aus; dieses Schiff war auch schon sein Flaggschiff vor Öland und bei Møn gewesen. Die Vorhut kommandierte der dänische Vizeadmiral Marcus Rodstehn an Bord des 60-Kanonen-Linienschiffes Anna Sophia. Die Nachhut, das sogenannte 3. Geschwader, stand unter dem Befehl des dänischen Konteradmirals Jens Rodstehn; sein Flaggschiff war das Linienschiff Tre Kroner (68 Kanonen). Insgesamt umfasste die dänische Flotte 19 Linienschiffe, 6 Fregatten und 3 Brander sowie 5 kleinere Kriegsschiffe, die für Aufklärungsaufgaben herangezogen wurden. Größtes Schiff der Flotte war das Linienschiff Norske Løve (86 Kanonen), das in der Vorhut eingesetzt war. An Bord der dänischen Schiffe befanden sich 1.270 Kanonen und etwa 8.600 Besatzungsangehörige.

### Lage der Schweden
Nach dem Tod von Admiral Lorentz Creutz der Ältere 1676 in der Seeschlacht bei Öland und der Gefangennahme von Admiral Sjöblad bei Møn, stand die schwedische Flotte nun unter dem Kommando des Feldmarschalls Henrik Horn, der allerdings erst drei Wochen zuvor, nach der Gefangennahme Sjöblads, zum Admiral und Oberbefehlshaber der schwedischen Flotte ernannt worden war. Horn, ein erfahrener Taktiker des Landkriegswesens, besaß allerdings fast keine seemännischen und seetaktischen Vorkenntnisse und verdankte sein Kommando seinen Verbindungen ins Königshaus. Es zeigte sich hierin eine verhängnisvolle Tendenz in Schweden zur damaligen Zeit, das Oberkommando über die Flotte oft im Seekriegwesen unerfahrenen Heereskommandanten, Adeligen oder Politikern anzuvertrauen; auch die Admirale Creutz und Sjöblad, die beide Male mit ihren Flotten Niederlagen erlitten, hatten kaum oder gar keine Erfahrung im Führen von Flottenverbänden oder im Bestreiten von Seegefechten besessen. 
Admiral Horn, der die Flotte von Bord des Linienschiffes Victoria (84 Kanonen) aus befehligte, standen Vizeadmiral Hans Wachtmeister als Kommandant der Vorhut (an Bord des bereits bei Öland zum Einsatz gekommenen 82-Kanonen-Linienschiffes Nyckeln) und Konteradmiral Hans Clerck d. J. (1639–1711), der befehlshabende Offizier der Nachhut, zur Seite. Bis auf Clerck, sein Flaggschiff war das mit 72 Kanonen bewaffnete Linienschiff Sol, besaß keiner der drei Führungsadmirale große Erfahrungen im Seekrieg. 
Die schwedische Flotte umfasste insgesamt 20 Linienschiffe, 3 Fregatten, 8 bewaffnete Handelsschiffe (mit 10 bis 56 Kanonen) und vier Brander. An Bord befanden sich etwa 11.000 Seeleute und Seesoldaten und 1.701 Kanonen.

## Verlauf der Schlacht

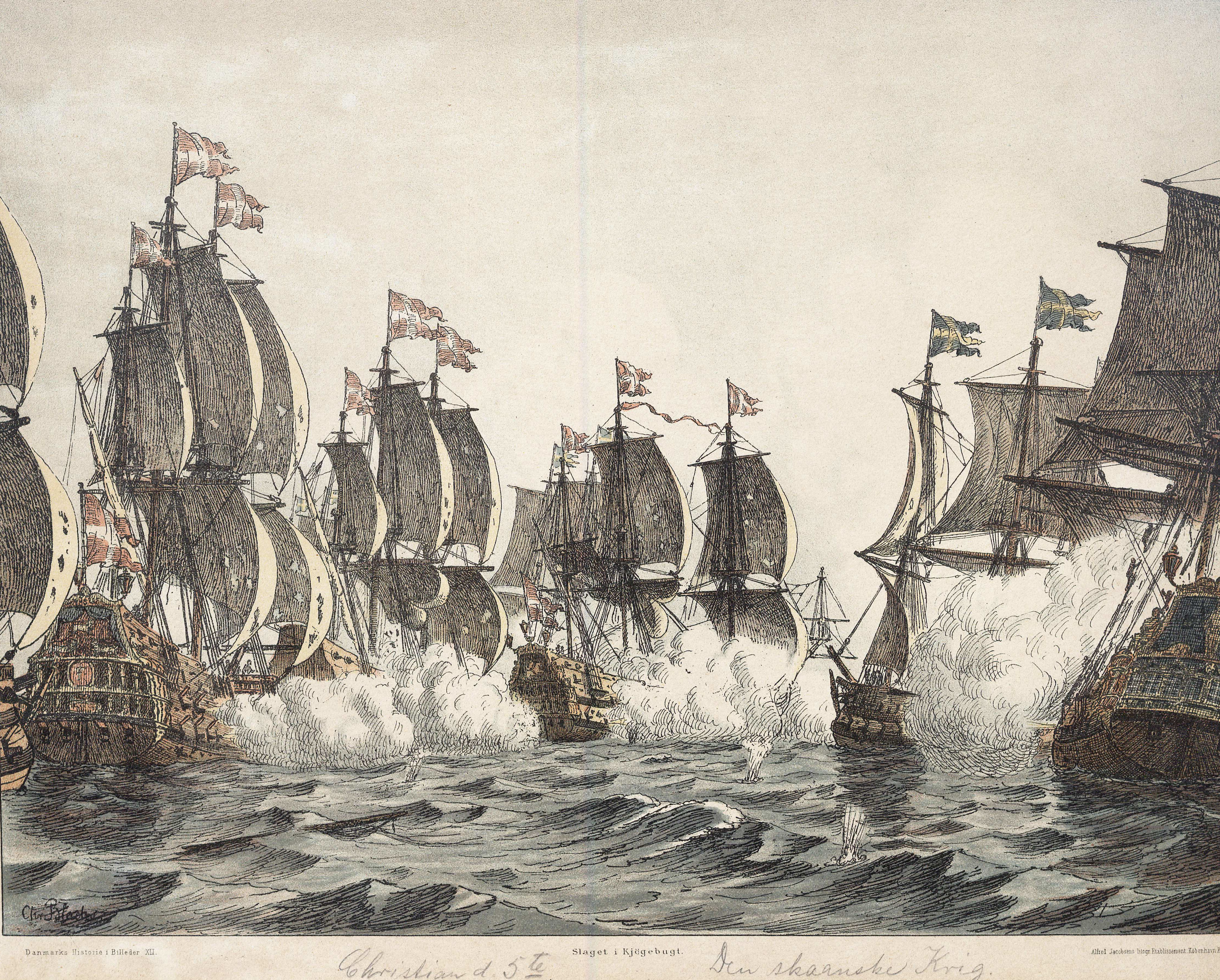
Die Seeschlacht von 1677 in einer Darstellung Christian Blaches aus dem 19. Jahrhundert

Anfang Juli lichtete die schwedische Flotte die Anker und ging in Richtung Seeland in See. Admiral Horn beabsichtigte, die dänische Flotte unmittelbar in der Nähe der eigenen Hoheitsgewässer zu stellen und nach Möglichkeit zu vernichten. Im Anschluss an einen Sieg sollten die von Schonen nach Dänemark laufenden Truppentransporte der Dänen angegriffen werden. Der schnelle Vorstoß und auch der stürmische Ablauf der ersten schwedischen Attacken gegen die dänische Flotte lassen Historiker zudem zu dem Schluss gelangen, dass Horn ferner auf eine Revanche für die Niederlagen der Admirale Creutz und Sjöblad sann. 
Bei den Dänen verhielt sich Admiral Juel indessen zurückhaltender. Einerseits wusste er von seiner Unterlegenheit, andererseits hatte er die Order erhalten, einem Kampf auszuweichen, wenn er sich denn vermeiden ließe, um die Flotte (und damit auch den Schutz der Seetransporte zwischen Dänemark und Schonen) nicht unnötig zu riskieren. Juel bezog mit seinen Schiffen deswegen zunächst eine defensive Wartestellung südöstlich der Køgebucht.

### Kämpfe am 11. Juli
In den frühen Morgenstunden des 11. Juli, etwa gegen 5.00 Uhr, konnten die beiden Flotten Sichtkontakt zueinander herstellen. Die Geschwader standen zu diesem Zeitpunkt etwa 20 Seemeilen ostsüdöstlich von Seeland; der Wind blies mit etwa 40 km/h aus südsüdwestlicher Richtung. Die schwedische Flotte befand sich südlich der dänischen und damit aufkommend auf der Luvseite (jene Position, die auch Admiral Juel bei Öland innegehabt hatte). Die kleineren und schnelleren dänischen Linienschiffe konnten jedoch, obwohl in Leeposition, die Fahrt der Schweden beinahe halten. Dies führte dazu, dass beide Flotten fast mit identischer Geschwindigkeit und auf parallelen Kursen auf die Küste Seelands zuliefen. 
Gegen 6.00 Uhr morgens kamen beide Flotten schließlich auf Schussentfernung aneinander heran und die Schiffe der Vorhuten eröffneten das Feuer. Zu diesem Zeitpunkt befahl Admiral Horn einen hastig durchgeführten Branderangriff auf die Dänen, wohl in der Hoffnung, damit deren Schlachtlinie in Unordnung zu bringen. Der Vorstoß endete jedoch mit einem Misserfolg. Der Brander Gripen wurde in Brand geschossen und versenkt, der Brander Gröna Drake verlor seine Masten durch Beschuss und wurde schließlich manövrierunfähig von einer dänischen Fregatte geentert. Ein dritter Brander kam wegen seiner zu geringen Geschwindigkeit nicht an die dänischen Schiffe heran. 
Mittlerweile waren beide Flotten, noch immer auf parallelen Kursen, dicht an die Küste von Seeland herangelaufen. Da Admiral Juel seinen Kurs beibehielt, hatten die südwestlich der Dänen stehenden Schweden nur die Wahl, entweder ihre Schlachtlinie aufzugeben (und einen Durchbruch durch die gegnerische Linie zu wagen) oder sich der Gefahr auszusetzen, auf die Sandbänke vor Seeland gedrückt zu werden. Erst gegen 7.00 Uhr erteilte Admiral Horn schließlich den Befehl, mit der schwedischen Flotte eine Kehrtwendung nach Steuerbord und von der Küste weg (auf südöstlichen Kurs) einzuleiten. Da diese Order zu spät erfolgte, geriet das schwedische Linienschiff Draken (66 Kanonen) gegen 7.20 Uhr nahe den Klippen von Stevns Klint auf eine Sandbank und strandete. Admiral Horn entschied sich, dem aufgelaufenen Schiff fünf Schiffe der Nachhut zur Seite zu stellen, um es gegen eine Enterung durch die Dänen abzuschirmen. Dieses Manöver wurde von den Dänen bemerkt, weswegen Admiral Juel, der fast zeitgleich eine Gefechtswendung mit seiner Flotte nach Steuerbord eingeleitet hatte, wiederum sechs Schiffe seiner Flotte unter Vizeadmiral Rodstehn in Richtung der gestrandeten Draken beorderte. Da Juel erkannte, dass die Aufsplitterung der schwedischen Flotte ein Schlüssel zum Sieg sein konnte, gab er Rodstehn mehrere der stärksten Schiffe seiner Flotte mit, darunter auch die Norske Løve. Es zeichnete sich hier erstmals die letztlich erfolgreiche Taktik Admiral Juels ab, Kräfteschwerpunkte zu bilden und mit diesen einzelne Verbandsteile der zahlenmäßig stärkeren schwedischen Flotte abzuschneiden und niederzukämpfen.

#### Gefecht vor Stevns Klint
Während beide Hauptflotten etwa ab 8.00 Uhr morgens, noch immer jeweils in geordneter Kiellinie, auf Südostkurs von Seeland in Richtung der offenen See abliefen und sich weiter ein Liniengefecht lieferten, entbrannte um die aufgelaufene Draken ein heftiges Gefecht zwischen den zurückbeorderten Schiffen. Obwohl beide Verbände mit je sechs Schiffen gleich stark waren, hatten die Dänen den leichten Vorteil, dass ihre sechs Schiffe frei manövrieren konnten, während bei den Schweden ein Schiff gestrandet und damit manövrierunfähig war. Zudem hatte Admiral Juel Vizeadmiral Rodstehn mehrere der kampfstärksten Schiffe zur Seite gestellt, während bei den Schweden Einheiten der Nachhut zum Einsatz gelangten (darunter ein bewaffnetes Handelsschiff), die gemessen an der Anzahl der Kanonen leicht unterlegen waren. 
Der Kampf um die Draken entwickelte sich denn auch langsam zu Ungunsten der Schweden. Um 9.30 Uhr musste das schwedische Linienschiff Mars (72 Kanonen) nach einem erbitterten Duell vor den dänischen Linienschiffen Tre Løver und Churprindsen die Flagge streichen. An Bord der Mars hatte es über 200 Tote und Verwundete gegeben. Nur etwa 30 Minuten später kapitulierte auch die gestrandete Draken, nachdem sie fast zwei Stunden lang von Vizeadmiral Rodstehns Flaggschiff Anna Sophia und dem großen Linienschiff Norske Løve beschossen worden war. Da sich nun die Lage eindeutig gegen die Schweden zu entwickeln begann, drehten die vier verbliebenen schwedischen Schiffe auf Nordostkurs und begannen zu fliehen. Während dieser Rückzugsbewegung verloren die Schweden noch das Linienschiff Cesar (60 Kanonen), welches bereits schwer beschädigt war und das deswegen von dem dänischen Linienschiff Churprindsen gegen 10.30 Uhr eingeholt und geentert werden konnte. 
Die drei entkommenen schwedischen Schiffe liefen in Richtung Malmö, wobei allerdings eines von ihnen, das bewaffnete Handelsschiff Flygande Vargen (56 Kanonen), später vor Falsterbo auf ein Riff lief und strandete.
Die dänischen Schiffe indessen verfolgten die flüchtenden Schweden nicht, sondern liefen etwa ab 12.00 Uhr unter vollen Segeln nach Südosten. Vizeadmiral Rodstehn beabsichtigte, sich so schnell wie möglich wieder mit der Hauptflotte Admiral Juels vereinigen zu können. Die dänischen Schiffe hatten während des Gefechtes bei Stevns Klint nur geringe Schäden hinnehmen müssen, auf Rodstehns Flaggschiff Anna Sophia hatte es in fast drei Stunden Kampf nur 6 Tote und 17 Verwundete gegeben, und konnten deshalb rasch wieder zur Hauptflotte aufschließen, die etwa einen Vorsprung von 15 Seemeilen hatte.

#### Duell der Hauptflotten
Während der Kämpfe bei Stevns Klint waren sowohl die dänische als auch die schwedische Hauptflottenmacht, je um sechs Schiffe schwächer, auf südöstlichem Kurs von Seeland abgelaufen und hatten sich, in enger Gefechtslinie laufend und Breitseiten schießend, ein heftiges Artillerieduell geliefert. Da Admiral Juel einen Teil seiner stärksten Schiffe vor Seeland zurückgelassen hatte, was auch dort zum Sieg der Dänen beitrug, brachte diese Entscheidung hingegen seine Hauptstreitmacht nun teils in Bedrängnis, da er gegen das Zentrum der schwedischen Flotte bestehen musste. Im laufenden Gefecht erlitten mehrere dänische Schiffe denn auch beträchtliche Schäden. 
Gegen 12.00 Uhr, der Kampf bei Stevns Klint war gerade zu Ende gegangen und Vizeadmiral Rodstehn nahm die Verfolgung der Hauptflotten auf, musste Juel von seinem Flaggschiff Christianus Quintus, das bereits zahlreiche Beschädigungen erlitten (nur etwa die Hälfte der Geschütze war noch feuerbereit) und den vordersten Masten verloren hatte, auf das kleinere 56-Kanonen-Linienschiff Fredericus III. umsteigen. Mehrmals versuchte Admiral Horn, die dänischen Spitzenschiffe zu umfassen, was aber an geschickten Gegenmanövern der Dänen scheiterte. Diese mehrmaligen Kurswechsel hatten zur Folge, dass sich die Fahrtgeschwindigkeit beider Flotten verringerte. So trug Admiral Horn ungewollt dazu bei, dass der verfolgende Verband von Vizeadmiral Rodstehn schneller als von diesem erhofft wieder Anschluss an die beiden Flotten fand. Als gegen 14.30 Uhr die Schiffe des bei Stevns Klint eingesetzten dänischen Geschwaders auf Schussweite herankamen (und die Schweden ihre bei der Draken zurückgelassenen Schiffe indessen nicht sahen), verließ die Schweden angesichts der nun bestehenden feindlichen Übermacht der Mut. 
Etwa ab 15.00 Uhr lösten sich die ersten schwedischen Schiffe aus der Gefechtslinie und drehten auf östlichen Kurs ab. Dieses Auseinanderbrechen der schwedischen Formation nutzte Admiral Juel sofort aus und stieß mit sieben seiner noch kampfstärksten Schiffe in die Nahtstelle zwischen der schwedischen Nachhut und der Hauptflotte hinein. Zugleich lief Vizeadmiral Rodstehn mit seinen sechs Schiffen achtern der schwedischen Nachhut vorbei. Hierdurch wurde diese nun von zwei Seiten (aus Bug- und aus Heckrichtung) beschossen und erlitten beträchtliche Verluste. Diese Entwicklung führte schließlich zu einer ungeordneten Flucht der schwedischen Schiffe, die einzeln in Richtung Bornholm zu entkommen suchten. Die dänischen Schiffe stießen nur in wenigen Fällen nach, da auch sie bereits teils schwer durch das mehrstündige Artillerieduell beschädigt worden waren. Einige dänische Schiffe hatten zudem fast 70 Prozent ihrer Munition verschossen. 
Während des kurzen Verfolgungsgefechtes gelang es den Dänen, den Schweden noch das kleinere Linienschiff Svenska Lejonet (52 Geschütze), welches vom 62-Kanonen-Linienschiff Enighed geentert wurde, abzunehmen. Das Schiff wurde später in die dänische Flotte integriert. Etwa gegen 15.20 Uhr brachen schließlich auch die Dänen die Schlacht ab und begannen sich in Richtung der Køgebucht zurückzuziehen. Mit der Flucht der Schweden und dem Rückmarsch der Dänen endeten die Auseinandersetzungen am 11. Juli.

### Kämpfe am 12. Juli

#### Gefecht auf dem Falsterbo-Riff
Bereits während der Schlacht am 11. Juli waren aus Kopenhagen mehrere kleinere Schiffe der Dänen, darunter zwei Fregatten, und auch zwei (nur Stunden zuvor eingetroffene) holländische Linienschiffe ausgelaufen, um bei Stevns Klint in den Kampf einzugreifen. Hierfür kamen diese Schiffe zwar zu spät, doch stieß dieser Verband den von dort aus in Richtung Malmö geflohenen schwedischen Schiffen nach. Dabei entdeckte die dänische Fregatte Charitas (32 Kanonen) in den Morgenstunden des 12. Juli das auf dem Falsterbo-Riff aufgelaufene bewaffnete schwedische Handelsschiff Flygande Vargen und zwang es nach einem kurzen Artilleriegefecht zur Kapitulation. Später konnten die Dänen das Schiff vom Riff abbergen und unter dem Namen Flyvende Ulv übernehmen. Das Schiff wurde später mit Erfolg als Ostindienfahrer eingesetzt. 

#### Angriff auf Malmö
In den Mittagsstunden erschien die dänische Flottille vor Malmö, wo noch die drei am Vortag bei Stevns Klint entkommenen schwedischen Linienschiffe Sankt Hieronumus (72 Kanonen), Merkurius (66 Kanonen) und Kalmar (62 Kanonen) lagen. Alle drei Schiffe waren beschädigt, ein Teil der Besatzungen war zudem an Land. Während die Crew der Merkurius von Bord flüchtete, als sich Brander näherten, und damit eine leichte Eroberung des Schiffes zuließ, stellten sich die beiden anderen Schiffe zum Kampf. Die Sankt Hieronumus wurde erst nach zwei Stunden heftigen Gefechtes zur Übergabe gezwungen (es gab fast 130 Tote und Verwundete an Bord), die Kalmar wurde gegen 11.00 Uhr von einem Brander in Brand gesteckt und brannte im Verlauf von knapp einer Stunde bis auf die Wasserlinie nieder. Die Masse der Besatzung konnte sich aber ans Ufer retten. 
Die beiden eroberten Schiffe wurden von den Dänen nach Kopenhagen gebracht. Mit den Kämpfen im Hafen von Malmö endete die Seeschlacht in der Køgebucht.

## Nachwirkung
Die schwedische Flotte erlitt in der Seeschlacht in der Køgebucht eine der schwersten Niederlagen ihrer Geschichte und war bis zum Ende des Schonischen Krieges 1679 als maritimer Machtfaktor kaum mehr von Bedeutung. Insgesamt gingen sieben Linienschiffe, wobei sechs von den Dänen geentert wurden und eines (das 62-Kanonen-Linienschiff Kalmar) von einem Brander angezündet und versenkt wurde, und ein bewaffnetes Handelsschiff verloren. Ferner gerieten die zwei Brander Gröna Drake (mit 8 Kanonen) und Gripen bei ihren erfolglosen Angriffen auf die dänische Flotte in Verlust (einer wurde gekapert, der andere versenkt). Weitere acht Schiffe waren zudem teils schwer beschädigt worden. Die Personalverluste der Schweden beliefen sich auf insgesamt etwa 600 Tote und 900 Verletzte, alleine die Crew des Linienschiffes Mars (72 Kanonen) hatte 74 Tote und rund 140 Verwundete zu beklagen. Zudem waren fast 2.300 Seeleute in Gefangenschaft geraten (an Bord der gekaperten Schiffe). Aufsummiert beliefen sich die schwedischen Verluste insofern auf beinahe 3.800 Mann. 
Die dänischen Verluste beliefen sich indessen nur auf etwa 120 Tote und 280 Verwundete. Lediglich ein Brander war verbraucht worden. Daneben waren aber sechs Schiffe, darunter auch Admiral Juels Flaggschiff Christianus Quintus sowie drei weitere Linienschiffe, teils erheblich beschädigt worden. Gemessen an dem von den Dänen errungenen taktischen und strategischen Erfolg waren diese Verluste aber als gering einzustufen. Die Schäden an der Flotte konnten innerhalb der nächsten drei Wochen in Kopenhagen behoben werden. 
Die dänische Flotte erfocht in der Køgebucht einen ihrer herausragendsten Siege. Admiral Niels Juels Führung der Flotte, in der Unterzahl einen Sieg zu erkämpfen und zudem mit der Bildung von Kräfteschwerpunkten innerhalb der einzelnen Geschwaderteile zu agieren, war eine taktische Meisterleistung, die von Historikern oft mit den Erfolgen des holländischen Admirals Michiel de Ruyter oder mit denen Horatio Nelsons auf eine Stufe gestellt wird. Gleichwohl allerdings zeitigten die Erfolge Juels keine Dauerwirkung, da die Erfolge der dänische Flotte durch die Niederlagen des dänischen Heeres (vor allem in Südschweden) weitgehend negiert wurden. War die schwedische Flotte nach der Schlacht in der Køgebucht zwar als Machtfaktor bis zum Ende des Schonischen Krieges weitgehend ausgeschaltet, so erbrachte der Frieden von Lund, der 1679 den Schonischen Krieg beendete, dennoch für keine Seite einen Zugewinn. Sowohl Dänemark als auch Schweden begnügten sich mit der Wahrung ihrer früheren Vorkriegsbesitzungen.

## Datumshinweis
Die Seeschlacht in der Køgebucht fand nach dem heute geltenden Gregorianischen Kalender, welcher ab 1582 eingeführt wurde, am 11. und 12. Juli 1677 statt. Da zum damaligen Zeitpunkt die beteiligten Staaten allerdings noch nach dem Julianischen Kalender sich orientierten (Dänemark etwa führte diese Kalenderreform erst im Jahre 1700 durch), ergibt sich hierbei aus manchen Quellen eine Differenz in der Datumsangabe von zehn bis elf Tagen, weswegen in manchen Literaturverweisen die Schlacht auf den 1. und 2. Juli 1677 datiert ist. Dieses Datum ist nicht falsch, entspricht aber der damaligen und nicht der heutigen Kalenderrechnung.  